# فناسة باب الحيط
فناسة باب الحيط هي قرية مغربية شمال المملكة. تنتمي فناسة باب الحيط لإقليم تاونات الجبلي باعالي جبال الريف، وهي منطقة تمزج بين التراث الريفي والجبلي، تعتمد على الفلاحة الموسمية الزيتون والتين، تضم هذه القرية 12.764 نسمة (إحصاء 2004).